# 莆田譙樓
古譙樓，是一座古老的中國傳統建築，位於福建省莆田市區，是中國少數保留完整的鼓樓，被莆田人視為興化府的象徵，現為福建省重點文物保護單位。

## 歷史
初建於北宋北宋太平兴国八年（983年），興化軍治遷莆田時創建，是當時的子城的城門和城樓。南宋绍兴六年（1136年）焚毀，同年重建，在城樓上設置更鼓與刻漏，因此稱為鼓樓。
明嘉靖四十一年（1562年）倭寇入城，鼓樓又被焚毀，隆庆五年（1571年）重建。後又經多次改建，现存古譙樓是清康熙三十六年（1697年）重建的，嘉庆八年（1803年）又经重修。
2011年，当地政府对古谯楼进行了为期三个月的大修。
2020年2月2日，莆田城南市场古建筑发生大火，险些危及相邻的古谯楼。